# عمر ناتمی
عمر ناتمی (انگلیسی: Omar Natami؛ زادهٔ ۱۵ دسامبر ۱۹۹۸) بازیکن فوتبال است.
از باشگاه‌هایی که در آن بازی کرده‌است می‌توان به باشگاه فوتبال اف۹۱ دودلانژ اشاره کرد.